# Chorostków (stacja kolejowa)
Chorostków (ukr. Хоростків, ros. Хоростков) – stacja kolejowa w miejscowości Chorostków, w rejonie husiatyńskim, w obwodzie tarnopolskim, na Ukrainie.
Stacja powstała w czasach austro-węgierskich.